# Лу, Пегги
Пе́гги Лу (англ. Peggy Lu) — американская киноактриса и фармацевт. Известна по роли миссис Чен, владелицы круглосуточного магазина, в фильмах медиафраншизы «Вселенная Человека-паука от Sony» «Веном» (2018), «Веном 2» (2021) и «Веном: Последний танец» (2024); также играла эту героиню в рекламном веб-сериале «Магазин Чен» (2021) и мультфильме «Человек-паук: Паутина вселенных» (2023).
Пегги Лу родилась в Нью-Йорке в семье тайваньских иммигрантов, обосновавшихся в США. Прежде чем приступить к карьере актрисы, Лу, по совету родителей, получила высшее образование; отучившись в Колорадском университете в Денвере, она обзавелась докторской степенью по фармакологии. После окончания учёбы Лу вернулась в Нью-Йорк, занялась профессиональной актёрской карьерой и параллельно с этим работала фармацевтом. Дебютировала в кино с фильмом «Чайнатаун сейчас», где сыграла тётушку Цзян. Также Лу появлялась в многочисленных кинокартинах и телевизионных сериалах в качестве камео: «Кунг По: Нарвись на кулак», «Морская полиция: Лос-Анджелес», «Царство животных», «Ты — моё сомнение» и прочих.
В настоящее время она проживает в Нью-Йорке. Свободно говорит на севернокитайском и английском языках.

## Фильмография
| Год  | Название                        | Роль               | Примечания                                           |
| ---- | ------------------------------- | ------------------ | ---------------------------------------------------- |
| 2000 | Чайнатаун сейчас                | тётушка Цзян       |                                                      |
| 2002 | Кунг По: Нарвись на кулак       | Чен                | [ 7 ]                                                |
| 2011 | Qwerty                          | мать Руди          |                                                      |
| 2018 | Веном                           | миссис Чен         | [ 1 ]                                                |
| 2019 | Ты — моё сомнение               | миссис Трен        | [ 5 ] [ 9 ]                                          |
| 2020 | Беги, детка, беги               | миссис Чен         | в титрах указана как «кореянка» (англ. Korean Woman) |
| 2021 | Морская полиция: Лос-Анджелес   | миссис Нин         | [ 8 ]                                                |
| 2021 | Веном 2                         | миссис Чен / Веном | [ 2 ]                                                |
| 2021 | Магазин Чен                     | миссис Чен         | рекламный веб-сериал                                 |
| 2023 | Человек-паук: Паутина вселенных | миссис Чен         | камео                                                |
| 2024 | Веном: Последний танец          | миссис Чен         |                                                      |